# Soeuf Elbadawi
Soeuf Elbadawi, né en 1970 à Moroni, est un acteur majeur de la scène culturelle comorienne. Ancien journaliste passé au théâtre, il dirige, aujourd’hui, la compagnie de théâtre BillKiss* I O Mcezo* et le groupe de musique comorienne Mwezi WaQ., après avoir œuvré, plusieurs années, au sein de Radio France Internationale à Paris.
Auteur publié en France et aux Comores, son écriture parle de la difficulté de la relation entre les êtres, lorsque viennent s'y mêler fantasmes et fictions collectives. Elle questionne la mémoire et le vécu politique de ses concitoyens. Soeuf Elbadawi conçoit également des installations à caractère pluridisciplinaire, faisant se rencontrer l’image, le son et le spectacle vivant.

## Artiste citoyen

### Retour au théâtre après une carrière journalistique
Après plusieurs années consacrées au journalisme (Radio Comores, RFI, Africultures, Al-Watwan, Kashkazi), Soeuf Elbadawi décide de retourner sur les planches - la passion de ses vingt ans - en 2005. Pris en main par Michel Charles (la Rue Blanche, Paris) en 1990, il dirigeait, en effet, une troupe (Les Enfants du théâtre) à l'Alliance franco-comorienne de Moroni. Il quitte son pays en 1992, s'installe à Paris, où il évolue dans les médias, avant d'être rattrapé par une envie soudaine de retravailler au plateau. Il considère alors qu'il est « partie prenante » d'une réalité longtemps occultée.

### Création d'une compagnie de théâtre et expérimentation
Il pose alors ses valises à l'université des Comores où l'écrivain Mohamed Toihiri l'invite à expérimenter ses envies de théâtre. Il y crée un laboratoire de recherche (laboresvik) en 2006, fonde sa compagnie, aujourd'hui appelée BillKiss* I O Mcezo*, en 2008. Depuis, il tente d'éprouver les limites d'un théâtre à vocation populaire et citoyen. Sa compagnie est connue aux Comores pour avoir joué La Fanfare des fous, un spectacle sur la dépossession, en 2009, et pour avoir défendu le concept du gungu la mcezo, détournement d'une tradition de justice populaire appelée gungu, sous la forme d’un théâtre dans l'espace public. Soeuf Elbadawi a reçu le soutien de la Fondation du Prince Claus aux Pays-Bas pour ce travail.

### Politique, théâtre et censure
Le premier gungu la mcezo, réalisé le 13 mars 2009, lui vaudra une censure, de la part des autorités culturelles françaises aux Comores. Organisé avec des militants du mouvement maWatwaniya, ce gungu la mcezo sera orchestré contre l’occupation de Mayotte, une partie de l'archipel des Comores, par la France, aujourd’hui condamnée par les Nations unies. 22 résolutions dont celle prise le 21 octobre 1976, insistant sur la « violation de l’unité nationale, de l’intégrité territoriale et de la souveraineté de la République Indépendante des Comores ». Le succès rencontré depuis par le travail de Soeuf Elbadawi a permis de relancer le débat sur le rôle et la place des artistes dans son pays.

### Controverse et mémoire coloniale à travers l'art
Soeuf Elbadawi, qui, en 2007, avait été pris à partie par des gens de Moroni, sa ville natale, pour avoir écrit contre le repli communautaire (Moroni Blues/ Chap. II), est un artiste qui dérange dans l'archipel. Pays de lune, son installation au Festival des Arts Contemporains aux Comores (FACC) a été l'occasion en 2014 d'interroger la mémoire des siens et de remuer, comme il l'explique, des « fragments entiers d'histoire coloniale rangés sous le lit de nos grands-pères ». Fondateur à Moroni du Muzdalifa House (2009-2015), lieu d'agitation citoyenne et d'expérimentation artistique, il travaille notamment sur le shungu. Un concept, issu de la tradition comorienne, portant sur les questions du vivre-ensemble, avec la ferme volonté de l'inscrire dans un espace-monde.

### Projets artistiques et culturels entre Paris et Moroni
Engagé sur plusieurs fronts, il développe différents projets entre Paris et Moroni, ses points d'ancrage. Soeuf Elbadawi s’occupe de Mwezi WaQ., un groupe qui  ré-interroge la mémoire musicale de l'archipel. Le groupe a sorti son deuxième album, Le blues des sourds-muets, sous label Buda. Toujours actif dans le paysage médiatique des Comores, il a fondé deux supports papier, l'un à caractère citoyen (2015), Uropve, l'autre à vocation culturelle (2018), Mwezi (groupe AB Aviation), tout en continuant à animer le site internet Muzdalifa House depuis février 2013.

## Ouvrages publiés

### Livres
- 2025 : Je suis blanc et je vous merde, éditions Passages  (ISBN 978-2492986246), prix ex aequo du QD2A au TQI en 2024. Suivi de Obsessions de lune Idumbio IV (1ère édition, 2020, Bilk & Soul).
- 2024 : Histoire(s) en chemin, Quatre Etoiles  (ISBN 978-2494613102).
- 2024 : Obsession(s) Remix, Komedit  (ISBN 978-2370970992).
- 2022 : La fanfare des fous, Komedit  (ISBN 978-2370970831).
- 2013 : Un dhikri pour nos morts La rage entre les dents, La Roque-d'Anthéron, Vents d'Ailleurs, 2013 (ISBN 978-2364130319). Prix des lycéens, apprentis et stagiaires de la région Ile-de-France, édition 2013-2014.
- 2009 : Moroni Blues Une rêverie à quatre, Bilk & Soul (ISBN 978-2953129809).
- 2008 : Un poème pour ma mère Une rose entre les dents, Komedit, réédition 2013 (ISBN 978-2914564861).
- 2007 : Moroni Blues Chap. II, Bilk & Soul, 2006 (ISBN 978-2914564373). Prix  Isesco 2010 aux Comores ("Moroni capitale islamique de la culture 2010 pour l'Afrique").

### Collectifs
- 2025 : De la fable française aux Comores, recueil collectif, éditions Quatre Etoiles  (ISBN 978-2-494613-11-9).
- 2023 : Soeuf Elbadawi Fragments 2003-2023, recueil d'entretiens, éditions Quatre Étoiles  (ISBN 9782494613041).
- 2017 : Muzdalifa House la culture à mains nues (hors-série revue Africultures).
- 2014 : Shungu Un festin de lettres, Komedit.
- 2014 : Brisures comoriennes, Komedit (ISBN 978-2914564991).

## Créations au théâtre
- 2024 : Je suis blanc et je vous merde, France, Zébrures d'Automne, Corrèze / Limousin.
- 2022 : Obsession(s) Remix, France, Uzerche, Auditorium Sophie Dessus/ Théâtre de l'Echangeur, Paris.
- 2018 : Obsession(s), France, Théâtre Antoine Vitez, Ivry Sur Seine/ Théâtrales Charles Dullin, Val De Marne.
- 2014 : Obsessions de lune Idumbio IV, France, Comores.
- 2011 : Un dhikri pour nos morts, La Réunion, Comores, France[16].
- 2011 : Moroni Blues, Festival des Francophonies en Limousin, Bellac-Limoges[17].
- 2010 : Pica la manga kalina udowo/ L'image de l'ailleurs ne se vit pas dans le miroir, Bancs Publics, Marseille.
- 2009 : La Fanfare des fous, Comores[18].
- 2006 : Abdel K., Palais du Peuple, Moroni.
- 2003 : Esprit de transhumance, d'après Saïndoune Ben Ali, Théâtre de l’Opprimé, Paris.

### Collaboration
- 2015 : Banalités d'usage Un musulman de moins, in Après la peur d'Armel Roussel/ Cie [e]utopia2 (Belgique).
- 2013 : Comédien dans Agoraphobia de Rob de Graaf, mise en scène de Lotte Von Den Berg/ Cie OMSK (Pays-Bas).
- 2008 : Comédien pour Moroni Blues/ Une rêverie à quatre, mise en scène de Robin Frédéric(La Réunion).
- 2007 : Interprète dans Hommage à Rûmi, mise en scène de Titi Robin, Théâtre Gérard Philippe, Africolor.
- 2004 : Comédien dans Haïti d’île et d’exil, mise en scène de Luc Clémentin (Ultima Chamada), TILF, Paris.

## Installations
- 2014 : Pays de lune I Un rêve brisé, FACC, Moroni, Comores[19].
- 2005 : Moroni Blues/ Chap. II, Africolor, Le Bourget/ Fifai, La Réunion, Le Port (2006).

## Films documentaires et fictions
- 2025 : Dantzi* le chant du salut de Said Hodary.
- 2024 : Zanatany L'empreinte des linceuls esseulés de Hachimiya Ahamada.
- 2019 : Prière pour un pays.
- 2015 : Mwezi WaQ. Un rêve de lune sur scène.
- 2014 : Uhuru na igabuo, in Pays de lune I Un rêve brisé.
- 2010 : Sirikali za mikowani : engarendo nda ?
- 2010 : 01|Souvenirs de tournée de Ahmed Jaffar, Moroni.
- 2008 : Moroni ce long poème.

## Albums de musique
- 2022 : Le blues des sourds-muets de Mwezi WaQ., Buda Musique, éditions RFI, Paris.
- 2012 : Chants de lune et d'espérance de Mwezi WaQ. , Buda Musique, éditions RFI, Paris. Prix Académie Charles-Cros, 2013.

### Production artistique
- 2019 : Abyati 19 de Lyaman, Buda Musique.
- 2009 : ali.amani  sur les chants soufis des Comores, Buda Musique.
- 2004 : Chants de femmes des Comores de Zaïnaba, Buda Musique. Académie Charles-Cros, 2005.
- 1999 : Musiques traditionnelles des Comores, Buda Musique/ RFI.

## Galerie

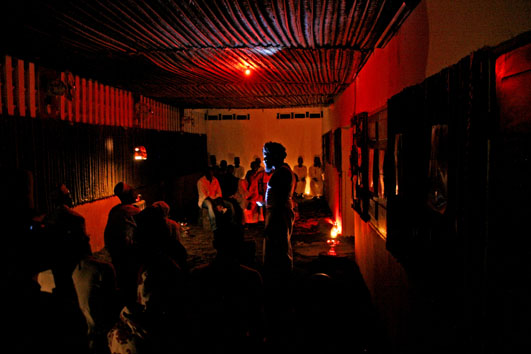
Soeuf Elbadawi dans Un dhikri pour nos morts, Muzdalifa House, Moroni, Comores, mars 2012.

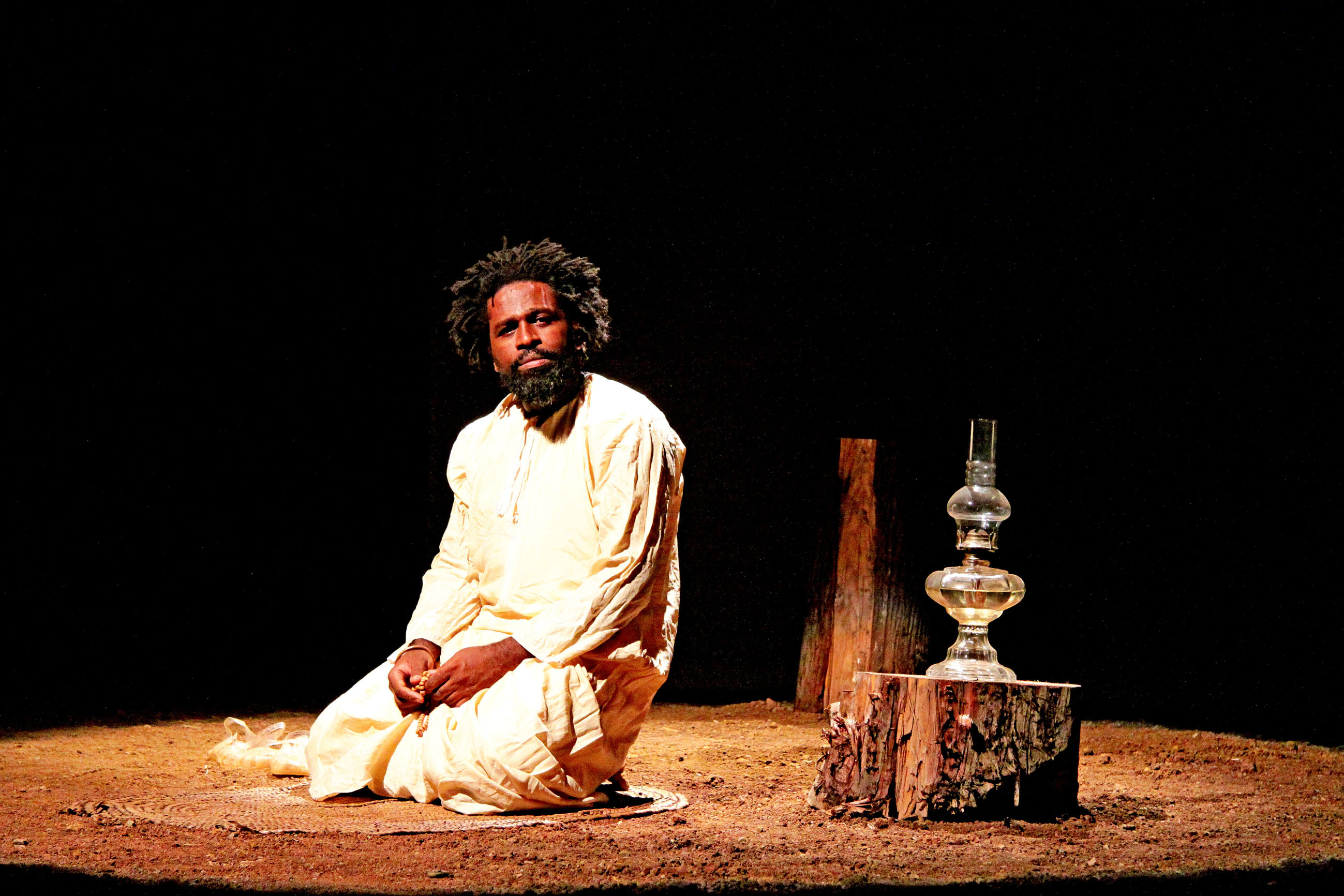
Soeuf Elbadawi dans Un dhikri pour nos morts, Confluences, Paris, France, janvier 2012.

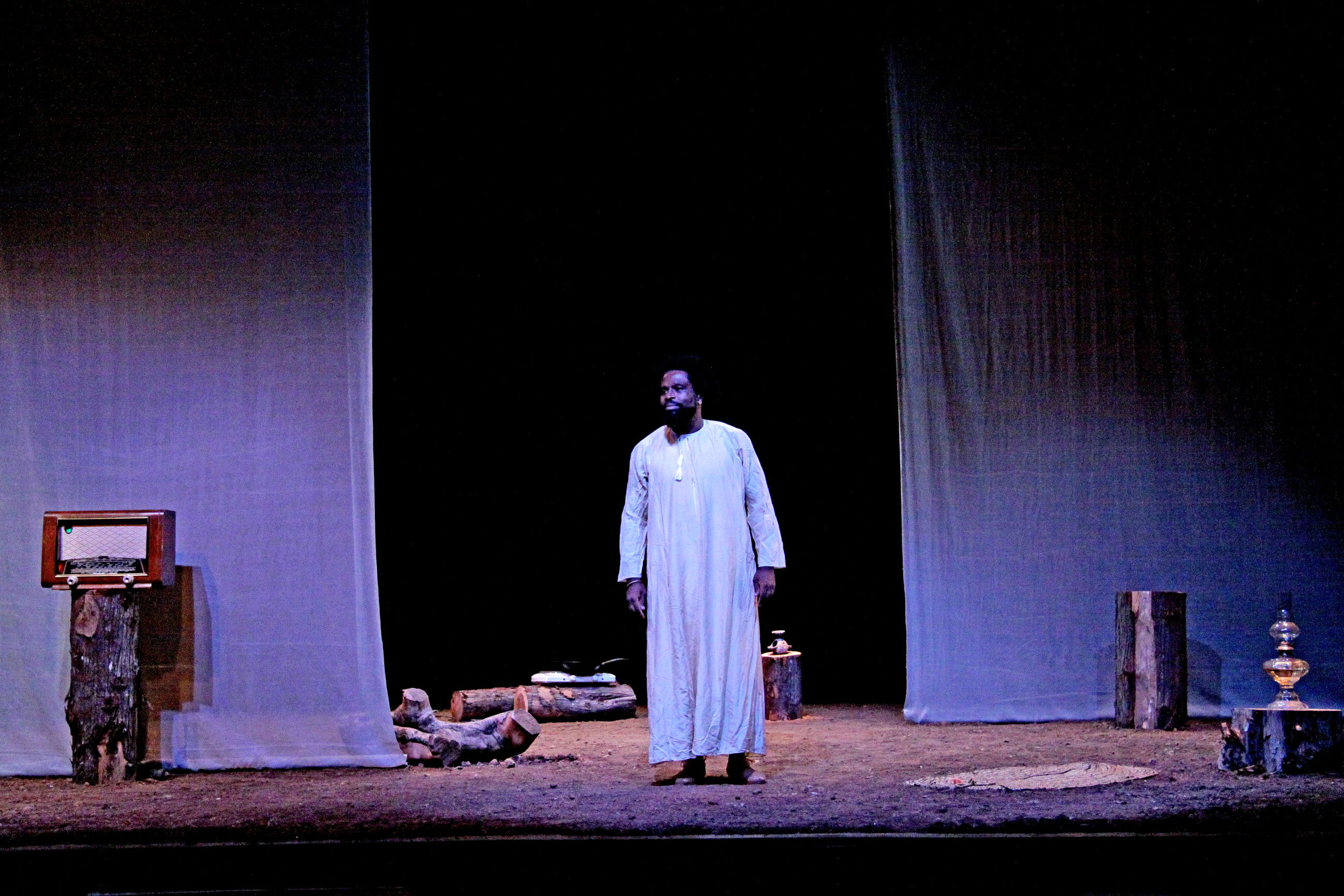
Soeuf Elbadawi dans Un dhikri pour nos morts, salle Guy-Alphonsine, Saint-André, La Réunion, décembre 2011.

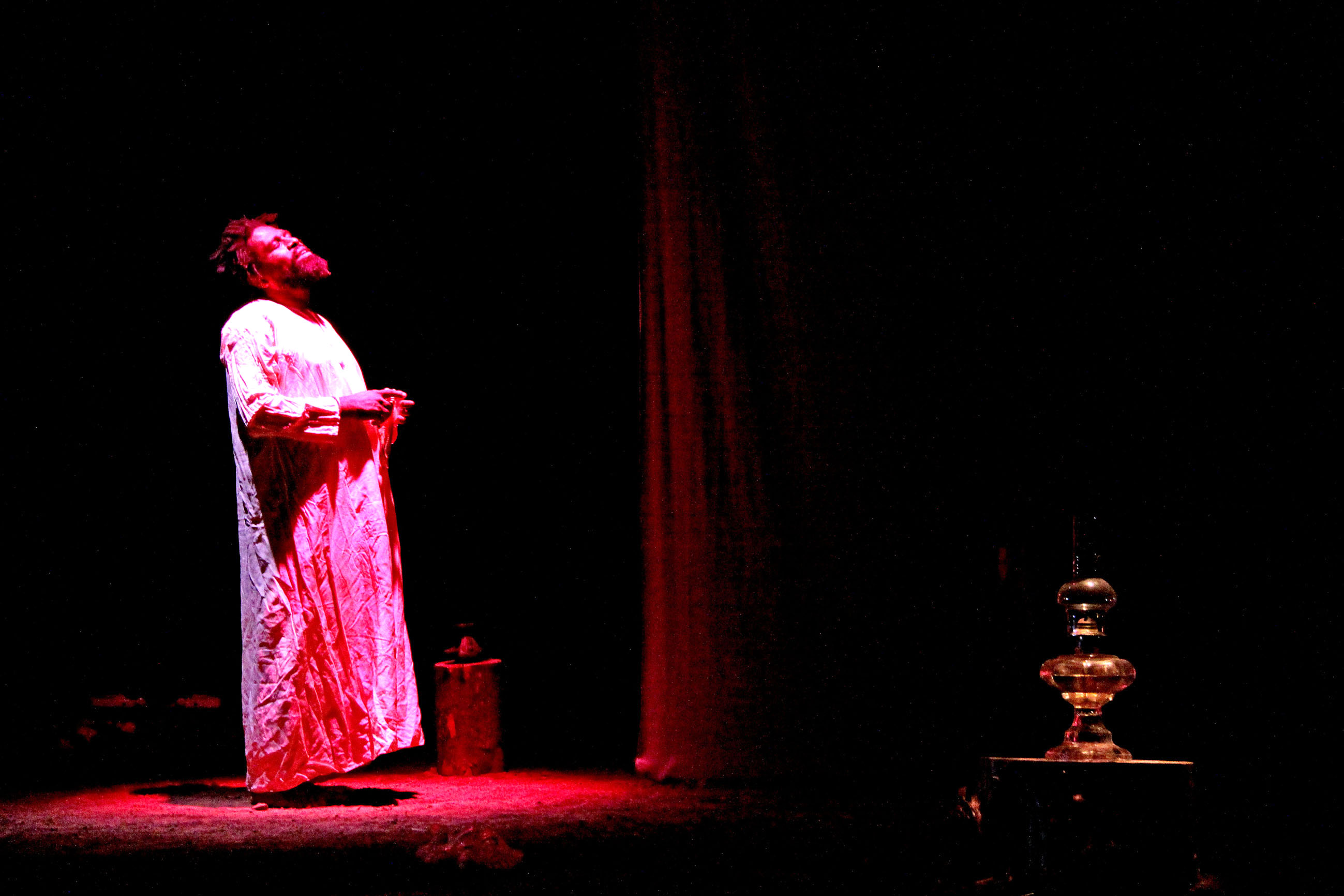
Soeuf Elbadawi dans le spectacle Un dhikri pour nos morts, Confluences, Paris, France, janvier 2012.

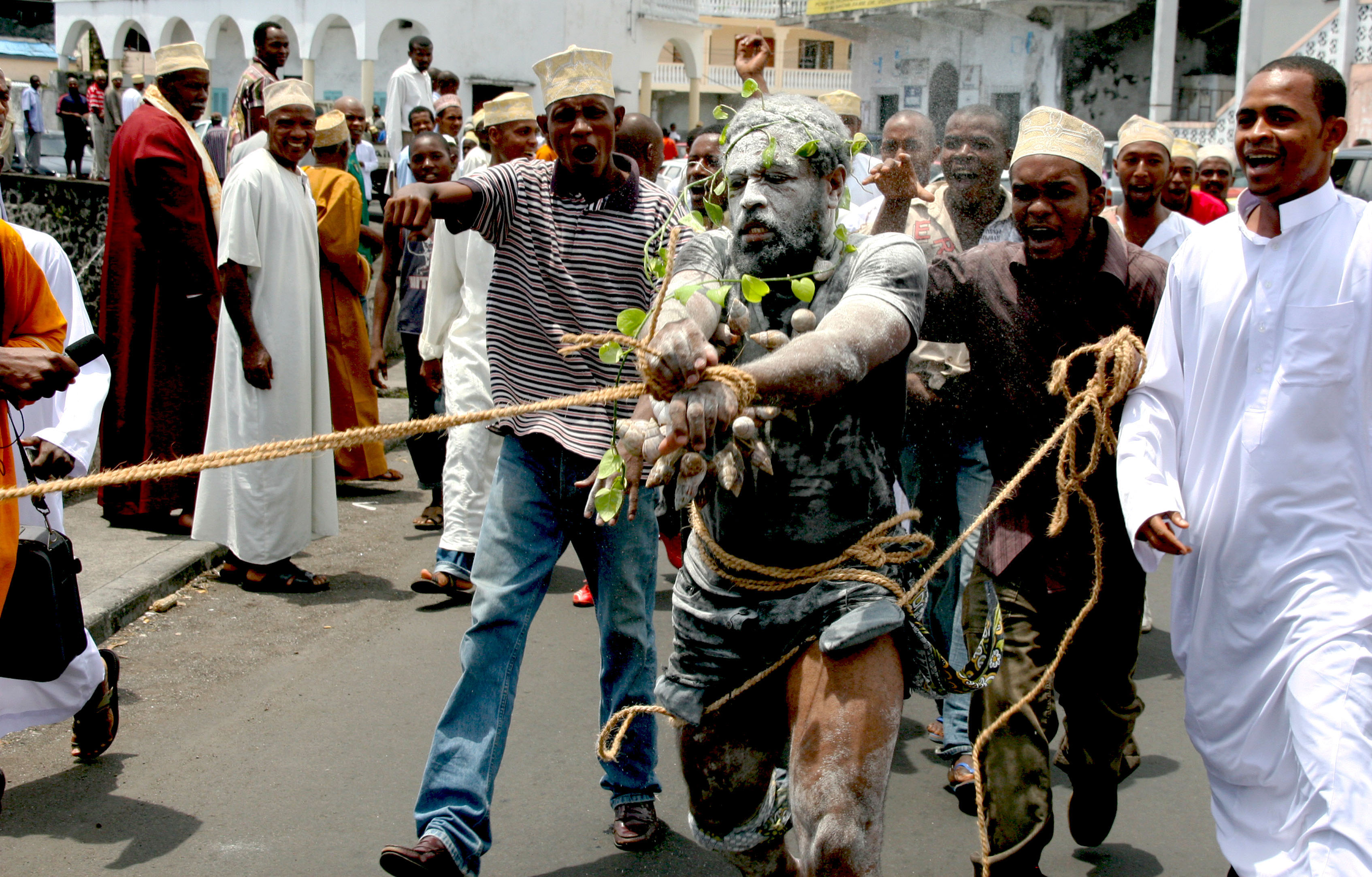
Soeuf Elbadawi lors d'une performance (gungu la mcezo) contre la présence française à Mayotte, mars 2009.
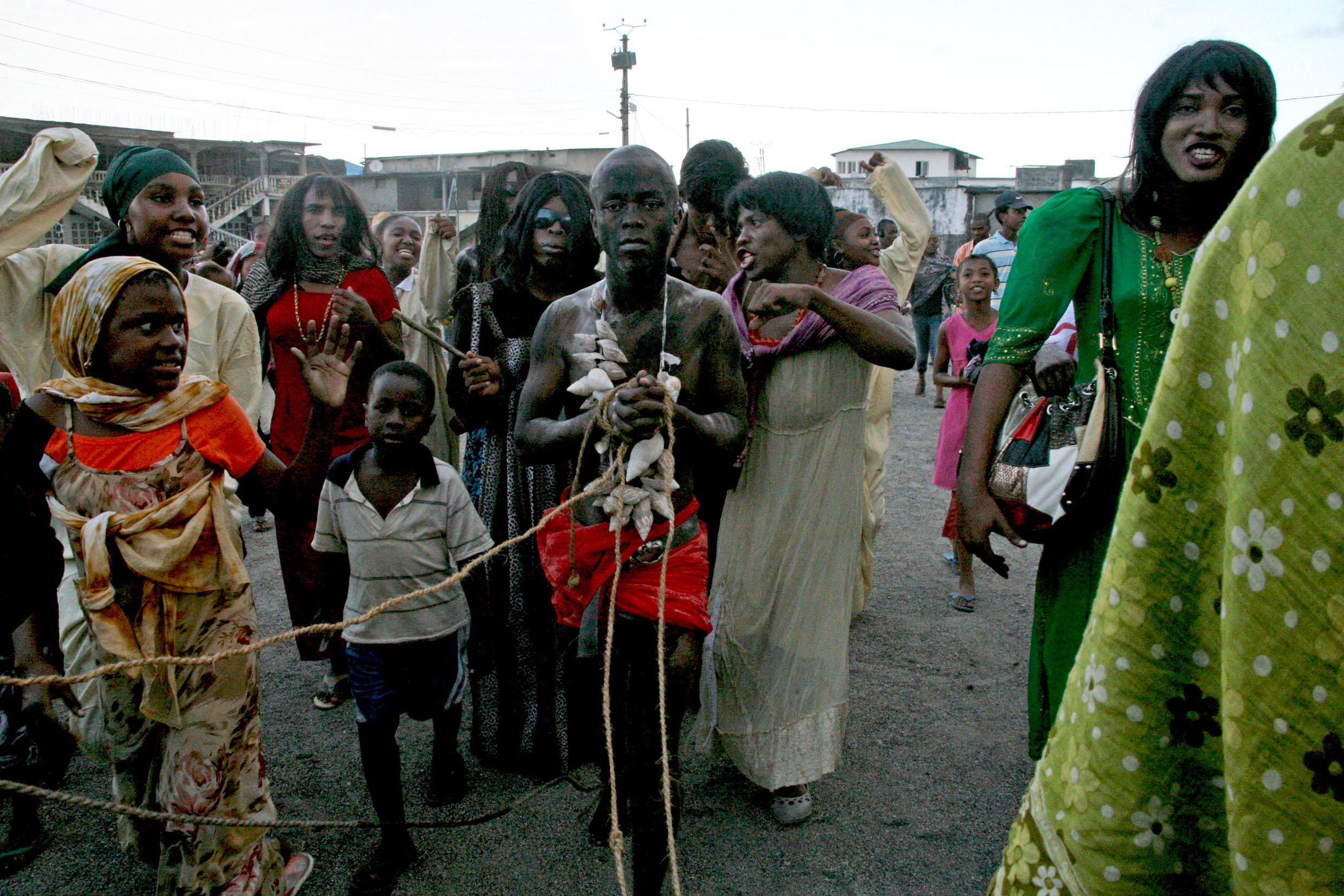
Faridi Ben Ali de la cie O Mcezo* lors d'un gungu la mcezo contre le détournement de bien public à Fumbuni le 6 août 2009.
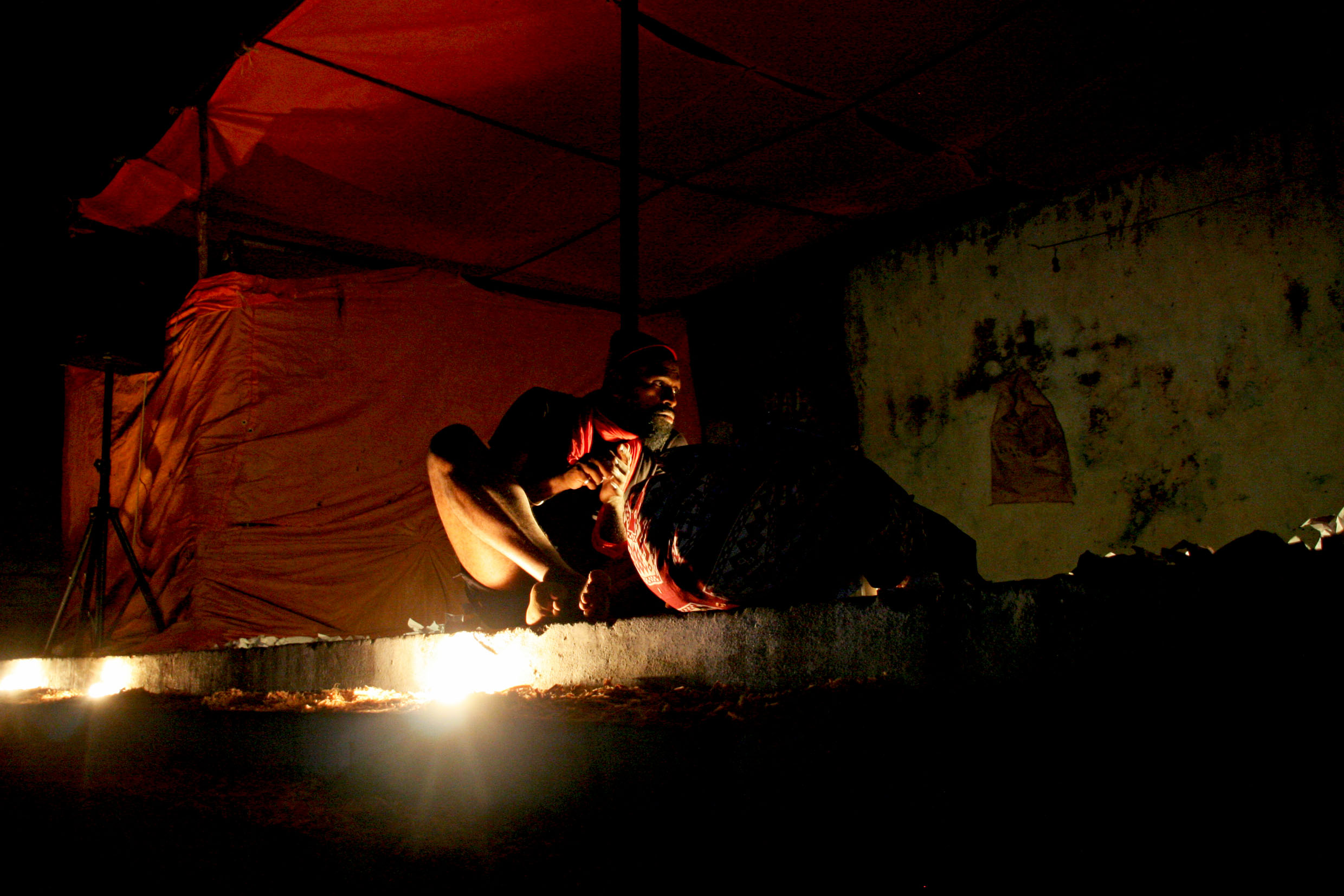
Soeuf Elbadawi dans La Fanfare des fous (O Mcezo*) au stade de Mirontsy, le 19 août 2009.
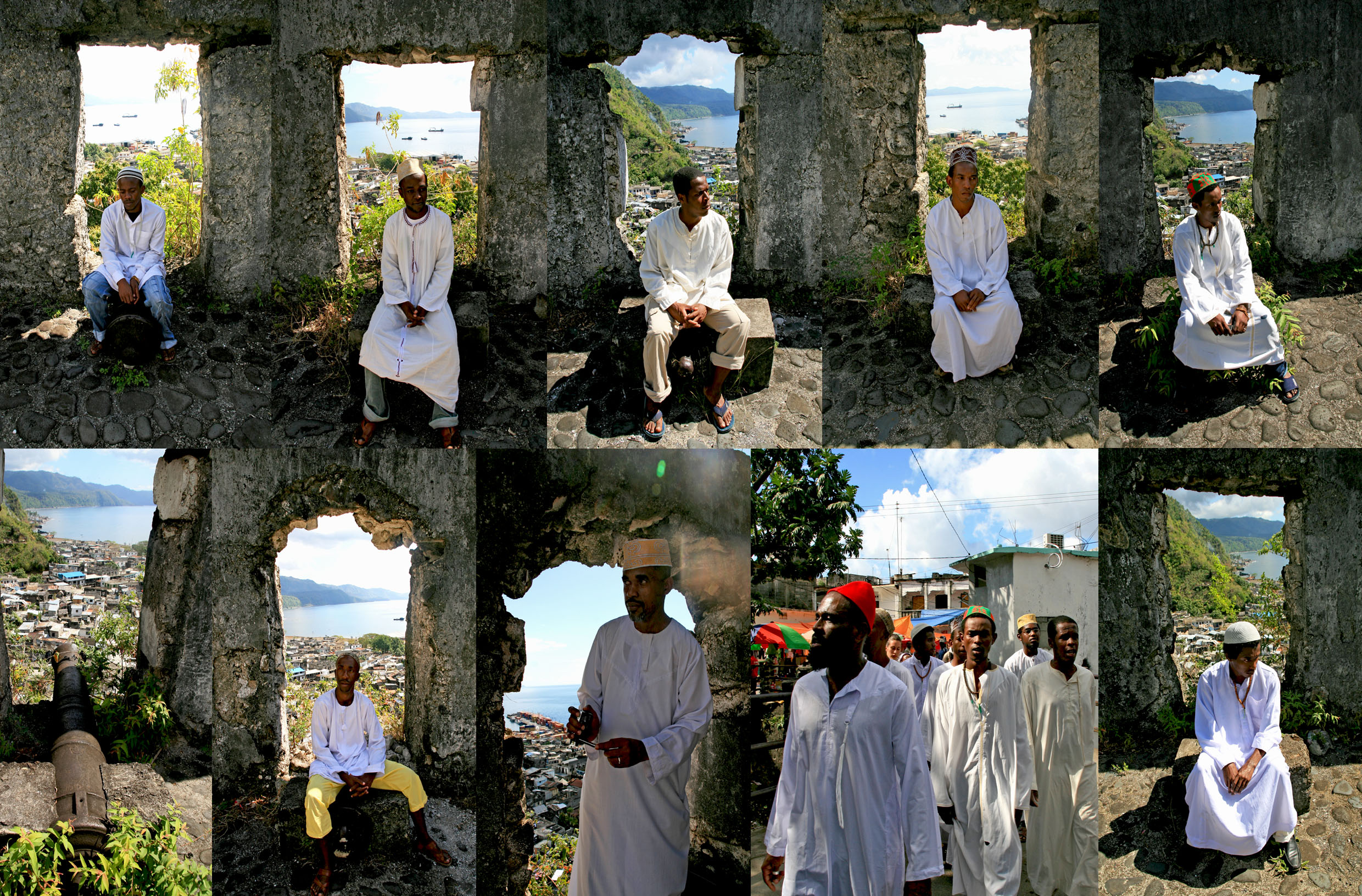
Cie O Mcezo* le 21 août 2009 à Mutsamudu.